# Table des caractères Unicode/U11B00
Cette page contient des caractères spéciaux ou non latins. S’ils s’affichent mal (▯, ?, etc.), consultez la page d’aide Unicode.
Table des caractères Unicode U+11B00 à U+11B5F.

## Dévanâgarî étendu – A(Unicode 15.0)
Caractères utilisés pour l’écriture avec l’alphasyllabaire dévanâgarî. Comprend des signes de ponctuation (repères de début) et des signes auspicieux (utilisés pour représenter les signes bhalé mindou).

### Table des caractères
| en fr   | 0 | 1 | 2 | 3 | 4 | 5 | 6 | 7 | 8 | 9 | A | B | C | D | E | F |
| ------- | - | - | - | - | - | - | - | - | - | - | - | - | - | - | - | - |
| U+11B00 | 𑬀 | 𑬁 | 𑬂 | 𑬃 | 𑬄 | 𑬅 | 𑬆 | 𑬇 | 𑬈 | 𑬉 |   |   |   |   |   |   |
| U+11B10 |   |   |   |   |   |   |   |   |   |   |   |   |   |   |   |   |
| U+11B20 |   |   |   |   |   |   |   |   |   |   |   |   |   |   |   |   |
| U+11B30 |   |   |   |   |   |   |   |   |   |   |   |   |   |   |   |   |
| U+11B40 |   |   |   |   |   |   |   |   |   |   |   |   |   |   |   |   |
| U+11B50 |   |   |   |   |   |   |   |   |   |   |   |   |   |   |   |   |